# 卡茜·瑟波
卡桑德拉·琳恩·瑟波（英語：Cassandra Lynn Scerbo，1990年3月30日—），又稱為「卡茜·瑟波」，為美國著名女演員、歌手及舞蹈家。

## 簡介
瑟波出生於紐約州長島，她具有意大利血統。

## 外部連結
- 卡茜·瑟波在互联网电影资料库（IMDb）上的資料（英文）
- 卡茜·瑟波的官網
- 卡茜·瑟波的X（前Twitter）
- 卡茜·瑟波的Instagram帳戶